# Naíma Sentíes

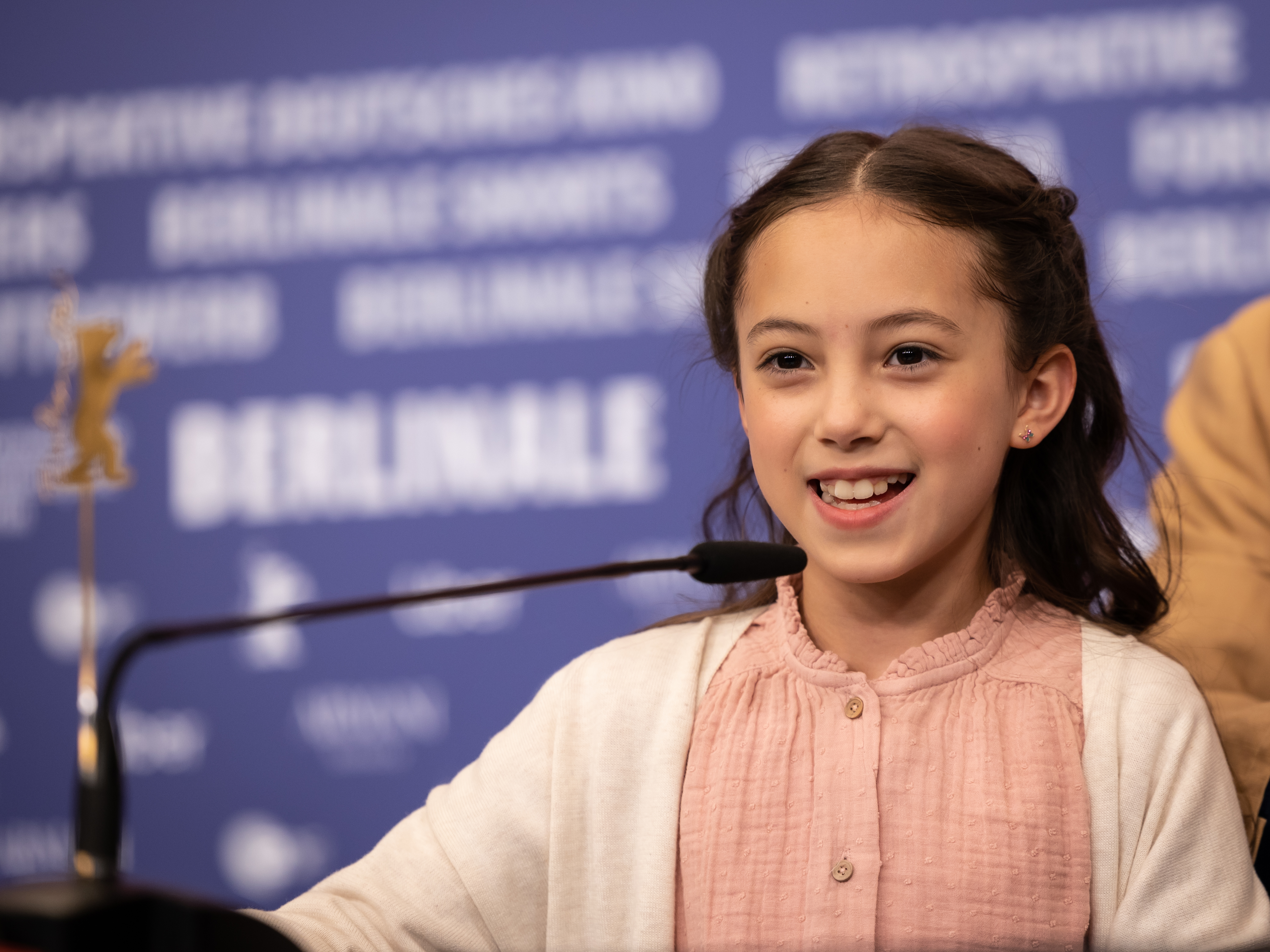
Naíma Sentíes (2023)

Naíma Sentíes (* 2012 in Mexiko-Stadt) ist eine mexikanische Schauspielerin. 

## Leben
Naíma Sentíes zog im Alter von zwei Jahren nach Coatepec, an die Ostküste Mexikos. Dort verbrachte sie als Kind viel Zeit in der Natur und half später auch in der Landwirtschaft.
Ihr Filmdebüt gab sie 2023 mit der Hauptrolle der Sol in Tótem von Lila Avilés. Das Familiendrama feierte im Wettbewerb der 73. Berlinale seine Weltpremiere.

## Filmografie
- 2023: Tótem